# Ben Sikken (verzetstrijder)
Lambertus Franciscus Anthonius Maria (Ben) Sikken (Nijmegen, 19 februari 1921 – Ede, 26 september 1944) was een Nederlands verzetsstrijder in de Tweede Wereldoorlog.

## Biografie
Ben Sikken is geboren te Nijmegen op 19 februari 1921 en hij is op 23-jarige leeftijd doodgeschoten te Ede op 26 september 1944.
Hij kwam uit een vrome katholieke familie.
Hij is een zoon van Henricus Johannes Maria (Henk) Sikken (1885-1958, bedrijfsleider broodfabriek) en Irenea Barbara Henrica (Reni) Bresser (1886-1960).
Ben Sikken was een verkenner van de Groep Reynaert van de verzetsorganisatie Geheime Dienst Nederland (G.D.N.) onder leiding van Leo Bonnike.  Bij verkenning van Duitse stellingen, gevechtseenheden en legerbewegingen in het gebied tussen Rhenen, Renkum, Ede en Veenendaal werd hij op heterdaad betrapt op de Wageningse Berg.
Na zijn arrestatie werd hij afgevoerd naar Ede, waar hij aan een zwaar verhoor werd onderworpen.
Zonder vorm van proces werd hij doodgeschoten, waarna zijn lichaam 24 uur op straat heeft gelegen ter afschrikking van de bevolking. Pas toen kreeg het Rode Kruis toestemming hem te begraven.
Op 25 september 1945, een jaar na zijn dood, werd hij herbegraven op de Algemene Begraafplaats te Wageningen.
Er is in Wageningen een Ben Sikkenlaan naar hem vernoemd.
Ben Sikken schreef gedichten. Postuum is een bundel “Nagelaten gedichten” gepubliceerd.

## Werken
- Ben Sikken "Nagelaten gedichten", uitgeverij Het Spectrum, Utrecht/Brussel, 1947.